# 1768
Het jaar 1768 is het 68e jaar in de 18e eeuw volgens de christelijke jaartelling.

## Gebeurtenissen
januari
- 9 - In Londen geeft de sergeant en rijschoolhouder Philip Astley zijn eerste voorstelling met paarden en andere dieren. Dit is het begin van het moderne circus

februari
- Šćepan Mali komt als tsaar aan de macht in het Prinsbisdom Montenegro.
- 3 - De Britse dissident John Wilkes keert terug uit Franse ballingschap en wordt gevierd in Londen.

maart
- 17 - Op Montserrat organiseert de slaaf Cudjoe een slavenopstand die op St. Patrick's Day moet plaatsvinden. Het plan wordt ontdekt, en Cudjoe wordt onthoofd.

mei
- 15 - Bij het Verdrag van Versailles geeft de republiek Genua het eiland Corsica als pand voor een lening aan de koning van Frankrijk.

juni
- 29 - De Duitse zendeling Christoph Kersten begint naast zijn kerkgebouw in Paramaribo een kleermakerij, die zal uitgroeien tot het grootste handelshuis van Suriname.

juli
- 24 - Willem Hendrik van Nassau-Saarbrücken wordt opgevolgd door zijn zoon Lodewijk.

augustus
- augustus - Vertrek van een Engelse wetenschappelijke expeditie onder leiding van James Cook om een Venusovergang waar te nemen op het pas ontdekte eiland Tahiti in de Stille Oceaan. Tegelijk zal de expeditie deze oceaan verder verkennen en het bestaan van een onbekend zuidelijk continent (Terra Australis) onderzoeken.

september
- 25 - De Osmaanse sultan Mustafa III verklaart het Russische Rijk de oorlog op beschuldiging dat de Russen een massamoord op de bevolking van Balta (Mehedinți) hebben gepleegd.

december
- 10 - Stichting in Groot-Brittannië van de Royal Academy of Arts, met Joshua Reynolds als voorzitter.

zonder datum
- In Limoges wordt porseleinaarde gevonden.

## Muziek
- Pieter van Maldere componeert Sei sinfonie a più stromenti, opus 5
- Antoine Dauvergne componeert La Vénitienne
- Carl Friedrich Abel componeert 6 strijkkwartetten, Opus 8

## Bouwkunst

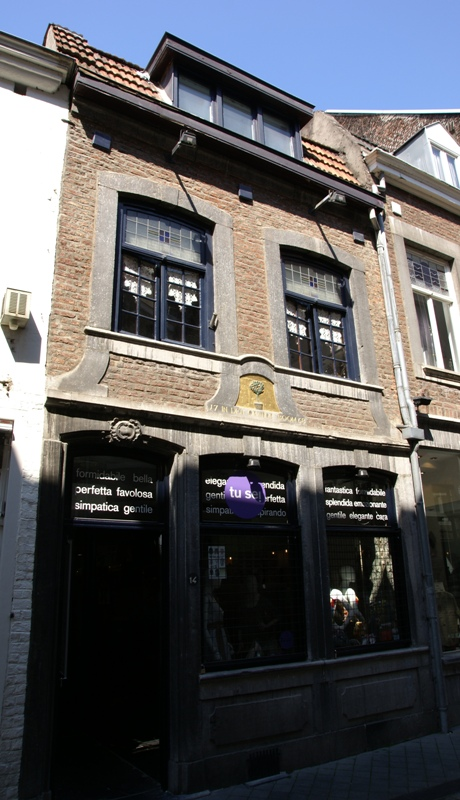
Woonhuis, Maastricht (1768)